# Уг Фабрис Занго
Уг Фабрис Занго (фр. Hugues Fabrice Zango) (Уагадугу, 25. јун 1993) атлетичар из Буркине Фасо, светски првак на отвореном (2023. Будимпешта) и у дворани (2024. Глазгов) у дисциплини троскок.

## Каријера
Освојио је два сребра на Универзијади. Био је учесник Олимпијских игара у Рио де Жанеиру 2016. године. Био је три пута први у троскоку на Афричком првенству (2018, 2022, 2024).
Највећи успех на Олимпијским играма остварио је у Токију 2020. када је освојио бронзану медаљу у троскоку. То је била прва историјска медаља на Олимпијским играма за спортисте из Буркине Фасо.

### Светски рекорд у дворани
16. јануара 2021. у Обијеру, Француска, Занго је скочио 18,07 метара и тиме за 15 сантиметара поправио светски рекорд у дворани који је држао његов тренер Теди Тамго. Постао је први светски рекордер из Буркине Фасо и први Африканац који је држао светски рекорд у једној скакачкој атлетској дисциплини.

## Лични рекорди
| Такмичење  | Резултат                  | Место                | Датум                    | Референца |
| ---------- | ------------------------- | -------------------- | ------------------------ | --------- |
| Троскок    | 18.07 м (дворана) 17,82 м | Обијер Секешфехервар | 16. 1. 2021. 6. 7. 2021. | [ 4 ]     |
| Скок удаљ  | 7.71 м                    | Пјер Бенит           | 28. 8. 2020.             |           |
| 100 метара | 10.72 с                   | Терње                | 25. 5. 2017.             |           |
| 200 метара | 23.08 с                   | Сен-Пол сур Тернуаз  | 1. 5. 2017.              |           |

## Приватно
Занго је 2018. дипломирао електронику, електрику и аутоматизацију на Универзитету Артоа (О де Франс). Потом је почео да ради на докторским студијама електротехнике на истом универзитету. Докторирао је 22. децембра 2023.